# Princetown (Devon)

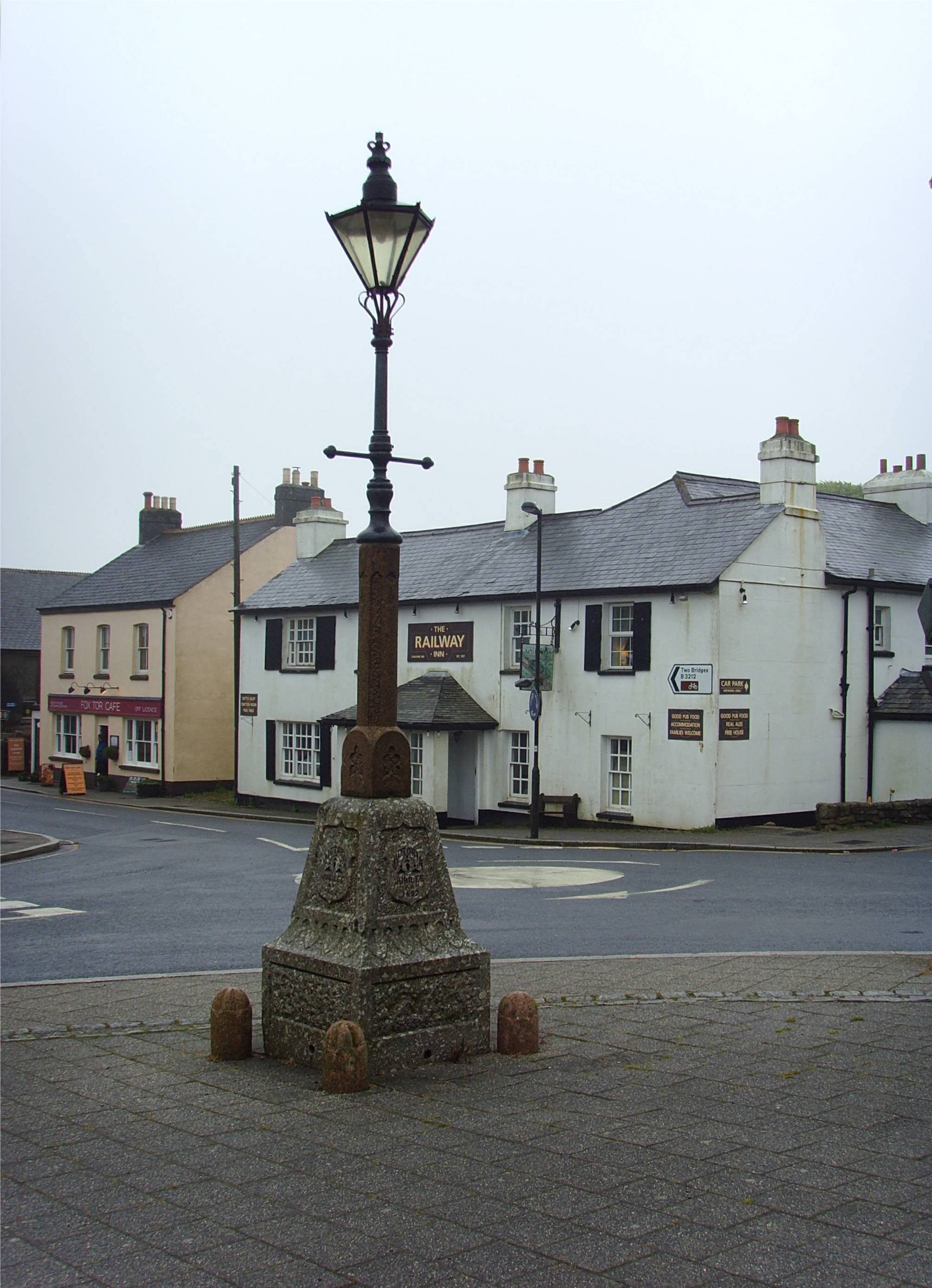
Princetown

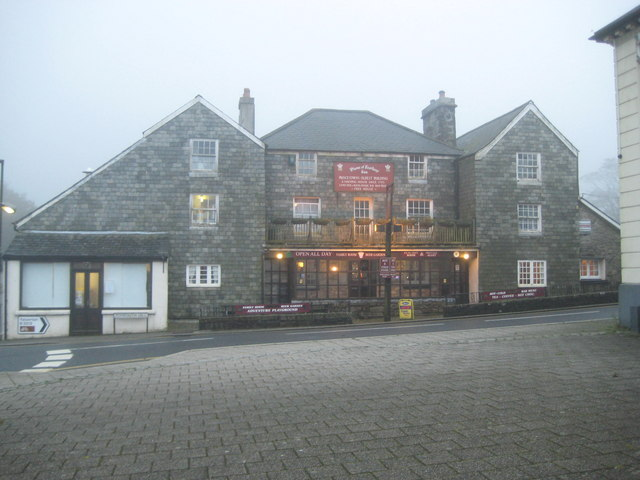
Plume of Feathers Inn

Princetown ist ein Dorf im Dartmoor National Park im englischen County Devon. Seit 1805 befindet sich hier ein Gefängnis, das HMP Dartmoor. Die lokale Kirche heißt St Michael and All Angels, errichtet etwa 1810–1814. Zur lokalen Gastronomie zählt das Plume of Feathers-Inn.
Im Ort liegt das Museum High Moorland Visitor Centre. Die Steinkiste auf dem Roundhill Summit liegt südlich von Two Bridges, einem Weiler östlich von Princetown.